# .dz
‎.dz‏ دامنه اینترنتی کشور الجزایر است.